# ルーベン・カタニャン
ルーベン・パヴロヴィチ・カタニャン（ロシア語: Рубен Павлович Катанян、1881年 - 1966年）は、ソ連共産党の活動家。チェキスト。

## 経歴
チフリスに生まれる。父は中学校の教師、母は専業主婦だった。学生時代、ロシア社会民主労働党に入党し、学生革命運動に参加した。1906年、モスクワ大学法学部を卒業。1912年から警察の監視下に置かれた。十月革命までは、弁護士業に従事し、社会民主方面の新聞と協力した。
十月革命後、第11軍（アストラハン）の機関紙「赤色戦士」（ロシア語: Красный воин）編集長、赤軍政治局副局長、ロシア社会民主労働党（ボリシェヴィキ）中央機構の扇動・宣伝主任を経て、モスクワ・チェーカーの組織に参加した。
1921年1月～4月まで、対外諜報の長となる。その後、検察業務に移ることを希望し、ロシア・ソビエト連邦社会主義共和国検察庁、ソ連最高裁判所、ソ連検察庁で働き、国家保安機関の活動を監督した。
1938年に逮捕され、1948年まで拘留された。1948年～1950年の間、追放。1950年に再び逮捕され、1955年まで拘留された。
1955年、名誉回復。

## パーソナル
レーニン勲章、「名誉チェキスト」胸章を授与。モスクワ大学教授。